# الفلاح الفصيح
الفلاح الفصيح هي قصة مصرية قديمة عن فلاح يدعى «خن-أنوب» عاش في عهد الأسرة التاسعة أو العاشرة حول إهناسيا، والذي تعرض لاعتداء من قبل نبيل يدعى رينسي بن ميرو.

## ملخص القصة
تبدأ القصة بتعثر الفلاح خن-أنوب وحماره في أراضي النبيل رينسي بن ميرو، فاتهمه المشرف على الأرض «نمتيناخت» بإتلاف الزرع، وبأن حماره أكل من زرع النبيل، فأخذ الحمار واعتدى على خن-أنوب. ذهب خن-أنوب إلى النبيل رينسي بالقرب من ضفة النهر في المدينة، وأثنى عليه، وبث له شكواه، فطالبه النبيل بأن يحضر شهود على صحة كلامه. إلا أن خن-أنوب لم يتمكن من ذلك، غير أن النبيل أعجب بفصاحة الفلاح، وعرض الأمر على فرعون وأخبره عن بلاغة الفلاح، فأعجب الملك بالخطاب، وأمره بأن يقدم عريضة مكتوبة بشكواه.
وظل خن-أنوب لتسعة أيام يتوسل للعدالة، بعد أن استشعر التجاهل من قبل النبيل، أهان خن-أنوب النبيل فعوقب بالضرب. فرحل الفلاح المحبط، إلا أن النبيل أرسل إليه من يأمره بالعودة، وبدل من أن يعاقبه على وقاحته، أنصفه وأمر برد الحمار للفلاح وأعجابًا منه بفصاحته عينه مشرفًا على أراضيه بدلاً من المشرف الظالم نمتيناخت.

## وصلات خارجية
- – in hieroglyphs (includes literal translations by various contributors)
- – older translation
- – older translation